# パロマー12
パロマー12(Palomar 12)は、やぎ座にある球状星団である。銀河系の銀河ハローに位置する。ロバート・ハリントンとフリッツ・ツビッキーによりパロマー・スカイ・サーベイの写真板から発見され、球状星団としてカタログに収録された。しかし、ツビッキーは、この天体は実は局所銀河群内に存在する近隣の矮小銀河であるという確証に至った。比較的若い星団で、銀河系内のほとんどの球状星団より約30%も若い。金属量は豊富で、[Fe/H] ~= -0.8である。平均の光度分布は、Mv = -4.48である。
2000年の固有運動の観測から、この星団は約17億年前にいて座矮小楕円銀河に捕らわれたと考えられた。現在では、いて座矮小楕円銀河の一部であると考えられている(Cohen 2004, Sbordone et al. 2006).。約65億歳であると推定されている。